# 歌川国松
歌川 国松（うたがわ くにまつ、旧字体：歌川國松󠄁、安政2年〈1855年〉 - 昭和19年〈1944年〉3月19日）とは、江戸時代後期から昭和時代にかけての浮世絵師。後に「五代目歌川豊国」と追号された。

## 来歴
歌川国鶴の門人。歌川国鶴の三男で、二代目歌川国鶴の弟。姓は和田、名は国次郎。一龍斎、一応斎、福堂と号す。晩年には玩舟と号した。一時期、二代歌川豊重または一龍斎豊重と名乗ったが、まもなく福堂国松と改めた。左利きであった。12歳の時、江戸田所町の古着商大黒屋へ丁稚奉公に出ている。明治初年に横浜吉田町の実家に戻り、父国鶴のもとで浮世絵を学び画技を修めた。父の死後、明治12年（1879年）25歳のときには横浜吉田一丁目七にある自宅で版元を開業した後、上京して版元丸屋銕次郎の世話によって小林永濯に入門し、その頃荒磯新聞に挿絵を描いている。続いて豊原国周の門にも入り、『有喜世新聞』に入社した。また明治17年（1884年）に大坂『此花新聞』に招聘され、二年間在阪し、朝鮮事変関係の錦絵などに筆を振るった。このころから明治45年（1912年）にかけて須藤南翠、坪内逍遥、広岡柳香、巖谷小波、江見水蔭、大橋乙羽らの単行本小説の口絵を多色摺り木版画で描いている。後に帰京して雑誌や『東京絵入新聞』、『絵入朝野新聞』、『毎日新聞』、『あけぼの新聞』などに挿絵を描いた。明治22年（1889年）には京都の『日出新聞』に挿絵画家として招かれ、明治36年（1903年）まで京で居を構え作画をした。同年に一時東京へ帰京し、『東京絵入新聞』などの挿絵を描いたのち再び大坂へ赴き、『浪花新聞』などの新聞に挿絵を描いた。また本屋、絵葉書屋を営んだ。大正10年（1921年）ごろには再び東京へ帰京。さらにオットマン・スモリックに石版画も学んだようであった。豊重の落款では「横浜ステーション之図」や「横浜新海地高島町鉄道之真図」、国松として「横浜名勝競」のシリーズなどの横浜絵が知られている。明治期には合巻『恋娘昔八丈』一冊（柳水亭種清作）の挿絵を描いている。
挿絵は明治12年から明治20年頃に多くの新聞や雑誌において手がけている。明治10年代に手がけた雑誌の例として、『花岡奇縁譚 東京に開き横浜に薫る』や『思案橋暁天奇聞』が挙げられる。何れも明治15年（1882年）のものである。また、大正の頃には主に千社札の絵や役者絵を描いていた他、肉筆浮世絵や写真撮影所の背景画なども描いていた。「幕末明治風俗図」の96枚目「質屋（未完）」の画中にある六角の行灯がどうしても描けぬと妻きみに語り、間もなく寝付いて筆を持たなくなったといわれる。東京都台東区老松町にて没す。享年90。墓所は港区芝の増上寺内常行院。
なお没後、昭和47年（1972年）に甥の六代目歌川豊国らによって五代目歌川豊国の称号が与えられた。
五代目豊国という決定は、歌川国鶴の没後に四代目歌川国政（梅堂国政）が、歌川一門に持ち掛けて行ったものである。

## 作品

### 錦絵
- 「横浜高嶋町神風楼之図」大錦3枚続 神奈川県立歴史博物館所蔵　明治8年（1875年）
- 「東京第一等之劇場新富座繁栄之図」　大錦3枚続　明治11年（1878年） 日本浮世絵博物館所蔵
- 「横浜名勝競 本町通郵便局」大錦　揃物の内　神奈川県立歴史博物館所蔵　明治13年（1880年）
- 「横浜名勝競 内田町よりステンションの図」大錦　揃物の内　神奈川県立歴史博物館所蔵　明治13年（1880年）
- 「第二回勧業博覧会図」　大錦3枚続　明治14年（1881年）
- 「鹿児島征討記」大錦 明治15年（1882年）
- 「朝鮮事件」大錦3枚続 東京経済大学図書館所蔵 明治15年（1882年）
- 「朝鮮暴徒防禦図」大錦3枚続 東京経済大学図書館所蔵 明治15年（1882年）
- 「朝鮮変報」大錦3枚続 東京経済大学図書館所蔵 明治15年（1882年）
- 「朝鮮変報 激徒暴戦之図」大錦3枚続 東京経済大学図書館所蔵 明治15年（1882年）
- 「東都第一等之劇場新富座繁栄之図」大錦3枚続 日本浮世絵博物館所蔵　明治15年（1882年）
- 「日韓紛議結局談判図」　大錦3枚続　明治15年（1882年）

### 肉筆浮世絵
- 「雨中舞妓図」　絹本着色 大正9年（1920年）　7代目歌川豊国所蔵
- 「幕末明治風俗図」　絹本着色 96枚揃 東京国立博物館所蔵 国松の絶筆

### 口絵
- 「南海紀聞誉音信」 柳条亭華彦作 駸々堂版 明治17年
- 「茨木阿滝扮白糸」 須藤南翠作 金泉堂版 明治19年
- 「京童」 坪内逍遥作 鈴木書店版 明治19年
- 「痴人の夢」 須藤南翠作 晩青堂版 明治20年
- 「片輪車」 広岡柳香作 駸々堂版 明治23年
- 「試金石」 須藤南翠作 金桜堂版 明治26年
- 「蝸牛」巌谷小波作 駸々堂版 明治26年
- 「鳰の浮巣」 巌谷小波作 駸々堂版 明治28年
- 「花見茶屋」 巌谷小波作 宋栄堂版 明治29年
- 「鵜飼舟」 江見水蔭作 吉岡書店 明治29年
- 「二人若衆」 大橋乙羽作 駸々堂版 明治29年
- 「当世息子」 須藤南翠作 駸々堂版 明治29年
- 「後之山鹿流布施源兵衛」 玉秀斎作 駸々堂版 明治45年